# Universidad de High Point
La Universidad de High Point (High_Point_University en inglés) es una universidad privada ubicada en High Point, Carolina del Norte, Estados Unidos.
- Datos: Q5756235
- Multimedia: High Point University / Q5756235